# جیمز گیلبرت
جیمز گیلبرت (انگلیسی: James Gilbert؛ ‏ ۱۵ مهٔ ۱۹۲۳ – ۷ ژوئیهٔ ۲۰۱۶) تهیه‌کننده تلویزیونی و کارگردان تلویزیونی اهل بریتانیا بود. وی بین سال‌های ۱۹۵۹ تا ۲۰۰۳ میلادی فعالیت می‌کرد. وی در دوران جنگ جهانی دوم، خلبان بوئینگ بی-۱۷ فلایینگ فورترس بود.
از فیلم‌ها یا مجموعه‌های تلویزیونی که وی در آن‌ها نقش داشته‌است، می‌توان به در انتهای دوران میانسالی اشاره نمود.